# Métabolomique

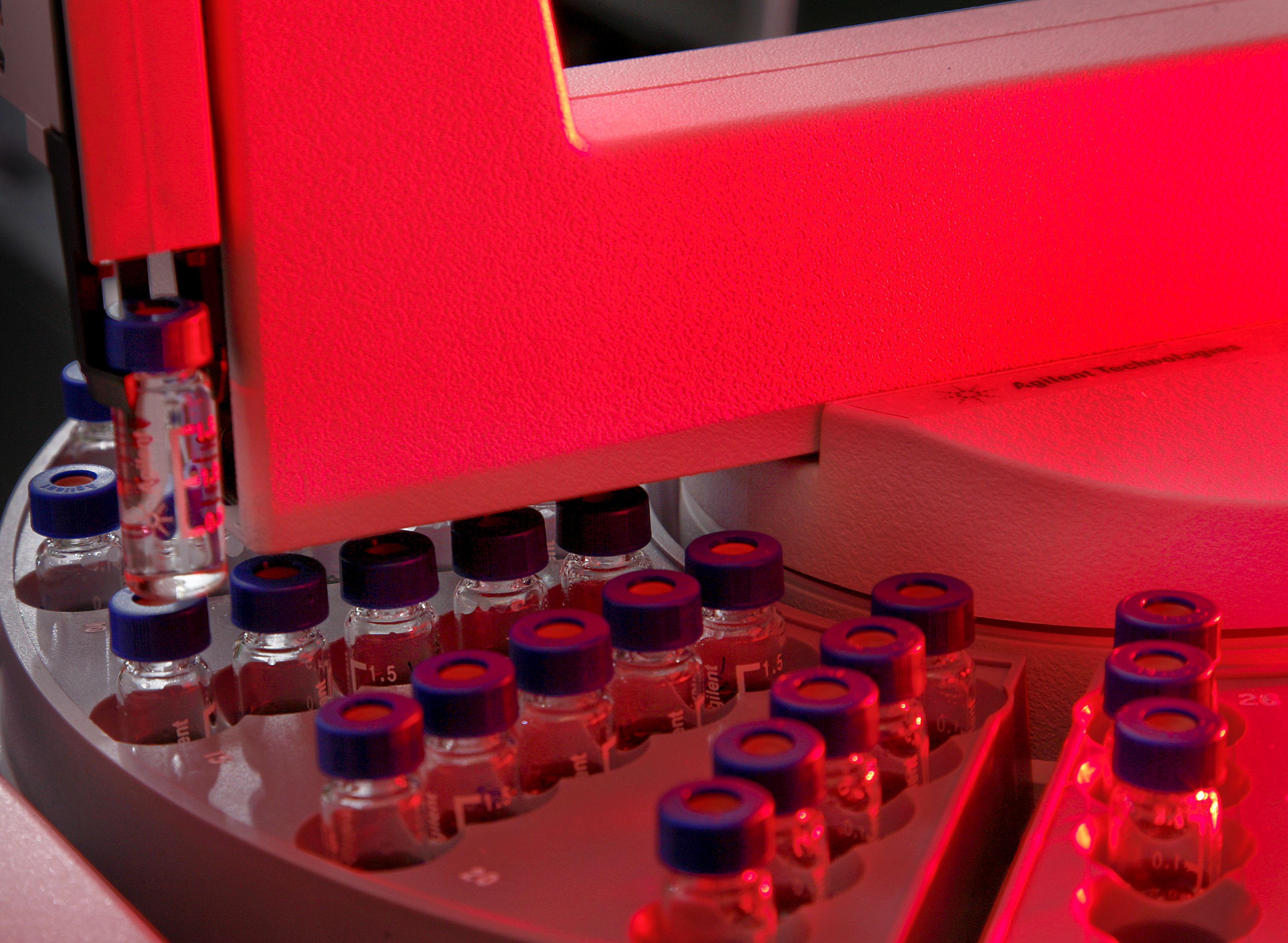
Analyse métabolomique.

La métabolomique est une science très récente qui étudie l'ensemble des métabolites primaires (sucres, acides aminés, acides gras, etc.) et, dans le cas des plantes, des métabolites secondaires  (polyphénols, flavonoïdes, alcaloïdes, etc.) présents dans une cellule, un organe ou un organisme. C'est l'équivalent de la génomique pour l'ADN. Elle utilise la spectrométrie de masse et la résonance magnétique nucléaire.

## Applications
- Médecine : selon des chercheurs de la Harvard Medical School, les taux sanguins de cinq acides aminés (isoleucine, leucine, valine, tyrosine et phénylalanine) aideraient à prédire le risque de diabète[1]. L'analyse exhaustive de différents métabolites présents dans les fluides biologiques (sang, urine) est également utilisée en toxicologie.
- Cancer : l'étude de la quantité relative de métabolites entre lignées cancéreuses ou tumeurs permet de déterminer les principales perturbations métaboliques associées à celles-ci. Puisque les métabolites intracellulaires sont des composantes de voies biochimiques impliquées notamment au niveau du catabolisme et de l'anabolisme, il devient donc possible, grâce à la connaissance de la quantité relative des métabolites qui les composent, de cibler des enzymes dont l'activité ou l'expression sont modifiées sous un stade oncogénique, et ainsi permettre une intervention pour rétablir la biochimie propre à une cellule saine. Ces études ont permis de souligner l'importance de voies biochimiques bien connues dans la tumorigenèse (glycolyse, cycle de l'acide citrique) ainsi que d'autres dont l'importance n'a été saisie que récemment (glutaminolyse, biosynthèse de la sérine).
- Nutrigénomique
- Génomique fonctionnelle